# 张明 (1957年)
张明（1957年6月—），男，河北蠡县人，中华人民共和国外交官。

## 生平
1975年参加工作，1983年加入中国共产党。毕业于北京外国语学院，获学士学位。1983年进入中华人民共和国外交部工作，先后在外交部西亚北非司、驻民主也门大使馆、驻阿曼大使馆、驻以色列大使馆任职。2001年，任外交部办公厅副主任。2006年，接替郭崇立，担任驻肯尼亚大使。2009年，任外交部非洲司司长。2010年，任外交部办公厅主任。2011年，任外交部部长助理（主管办公厅、干部人事和档案工作的部长助理）。2013年12月，任外交部副部长。2017年10月接替杨燕怡出任驻欧盟使团团长。2018年1月，当选第十三届全国政协委员。2022年1月1日接替弗拉基米尔·诺罗夫出任上海合作组织秘书长，任期3年。